# Лёгкая атлетика на летних Олимпийских играх 1900 — бег на 60 метров
Соревнования по бегу на 60 метров среди мужчин на летних Олимпийских играх 1900 прошли 15 июля. Приняли участие десять спортсменов из шести стран.

## Призёры
| Золото              | Серебро            | Бронза                 |
| Элвин Крэнцлайн США | Джон Тьюксбери США | Стэнли Роули Австралия |

## Соревнование

### Предварительный забег
| Место | Спортсмен                | Результат  |
| ----- | ------------------------ | ---------- |
| 1     | Элвин Крэнцлайн (USA)    | 7,0 с OR   |
| 2     | Эдмунд Минэхэн (USA)     | Неизвестен |
| 3     | Норман Причард (IND)     | Неизвестен |
| 4-5   | Исаак Вестергрен (SWE)   | Неизвестен |
| 4-5   | Адольф Клигенхёфер (FRA) | Неизвестен |

| Место | Спортсмен            | Результат  |
| ----- | -------------------- | ---------- |
| 1     | Джон Тьюксбери (USA) | 7,2 с      |
| 2     | Стэнли Роули (AUS)   | Неизвестен |
| 3     | Уильям Голланд (USA) | Неизвестен |
| 4-5   | Паль Коппан (HUN)    | Неизвестен |
| 4-5   | Эрно Шуберт (HUN)    | Неизвестен |

### Финал

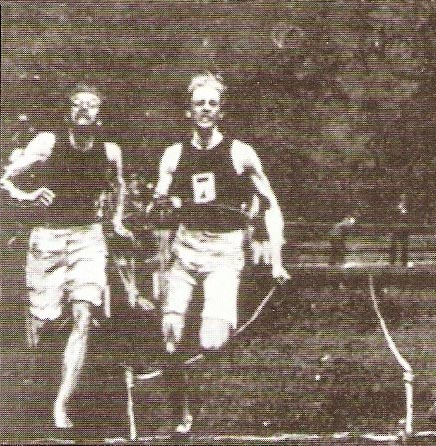
Финиш финального забега

| Место | Спортсмен             | Результат  |
| ----- | --------------------- | ---------- |
| 1     | Элвин Крэнцлайн (USA) | 7,0 с =OR  |
| 2     | Джон Тьюксбери (USA)  | Неизвестен |
| 3     | Стэнли Роули (AUS)    | Неизвестен |
| 4     | Эдмунд Минэхэн (USA)  | Неизвестен |